# Villers-au-Tertre
Villers-au-Tertre é uma comuna francesa na região administrativa de Altos da França, no departamento do Norte. Estende-se por uma área de 4.57 km². Em 2010 a comuna tinha 649 habitantes (densidade: 142 hab./km²).